# Niklas Uftring
Niklas Uftring (* 27. August 1993) ist ein deutscher Florettfechter.

## Leben
Der aus Kahl am Main stammende Niklas Uftring begann seine fechtsportliche Laufbahn beim TFC Hanau. Zum 20. Mai 2009 wechselte er an den Olympiastützpunkt beim Fecht-Club Tauberbischofsheim. Nach seiner Schullaufbahn begann Uftring ein Studium an der Hochschule für angewandte Wissenschaften Würzburg-Schweinfurt.

## Sportliche Erfolge
Uftring konnte bei den Deutschen Fechtmeisterschaften 2013 die Goldmedaille mit der Florett-Mannschaft des Fecht-Clubs Tauberbischofsheim erringen. Bei den Deutschen Meisterschaften 2014 folgte eine Silbermedaille und in den Jahren 2015, 2016 und 2017 jeweils eine Bronzemedaille mit der Florett-Mannschaft.
Uftring gehörte zu den deutschen Teilnehmern der Europaspiele 2015.